# کلوید دیکامونا
کلوید دیکامونا (انگلیسی: Clévid Dikamona؛ زادهٔ ۲۳ ژوئن ۱۹۹۰) بازیکن فوتبال اهل فرانسه است.
از باشگاه‌هایی که در آن بازی کرده‌است می‌توان به باشگاه فوتبال کیلمارنوک، باشگاه فوتبال بنی سخنین، باشگاه فوتبال کان، باشگاه فوتبال هارت آف میدلوتیان، باشگاه فوتبال داگنم و ردبریج، باشگاه فوتبال لو آور، و باشگاه فوتبال سدان اشاره کرد.
وی همچنین در تیم‌های ملی فوتبال زیر ۱۹ سال فرانسه و کنگو بازی کرده‌است.